# 交響曲第1番 (カバレフスキー)
交響曲第1番 嬰ハ短調 Op.18は、ドミトリー・カバレフスキーが作曲した最初の交響曲。

## 概要
管弦楽作曲家としてのデビューとなったピアノ協奏曲第1番の初演から間もなく、ロシア革命の十五周年を記念する作品として1932年に作曲され、モスクワにおいて同年の11月9日に初演される。出版は1934年。
当初はヴィクトル・グセフの詩をもとに、帝政ロシアからソビエト体制への移行を表現する歴史的カンタータとして構想されたが、最終的には管弦楽のみによる2楽章の交響曲として完成された。全体的にはロシア音楽の伝統に連なる表現が目立ち、師であるニコライ・ミャスコフスキーの影響が明瞭である。

## 楽器編成
フルート3（ピッコロ1持替）、オーボエ2、コーラングレ、クラリネット2、バスクラリネット、ファゴット2、コントラファゴット、ホルン4、トランペット3、トロンボーン3、チューバ、打楽器、弦五部

## 楽曲
緩－急の2楽章構成で、演奏時間は20分程度。第1楽章は荘重に始まるソナタ形式、第2楽章は自由なロンドとして書かれている。レフ・ダニレヴィチ（Лев данилевич）は、「この作品のドラマティックな構成は暗闇から光へ、圧制のイメージから自由のイメージへと向かう」と形容し、終結部には当時の大衆歌が組み込まれているという。
1. Andante molto sostenuto
2. Allegro molto agitato